# Rolf Krüger (Designer)

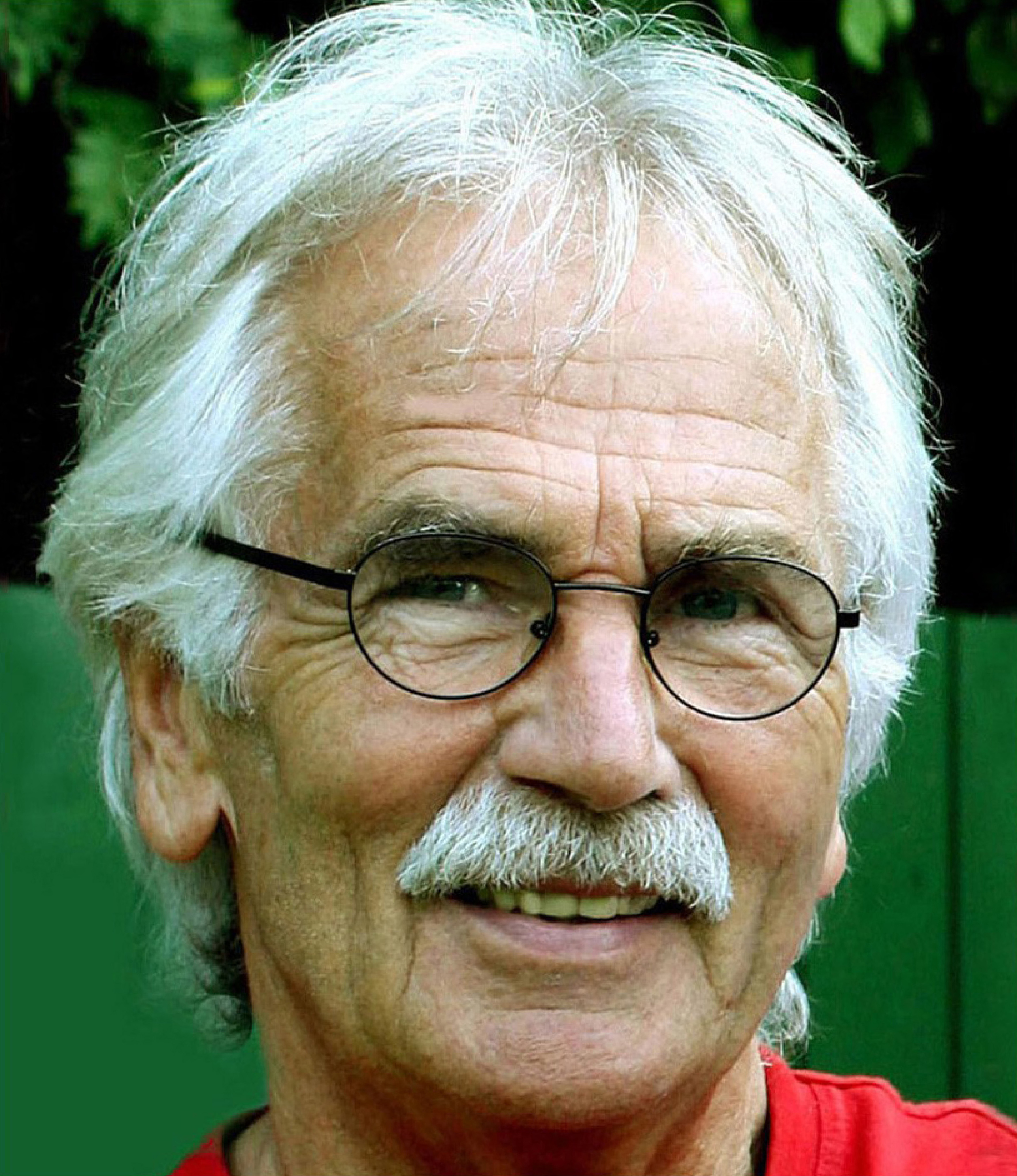
Rolf Krüger

Rolf Krüger (* 13. Dezember 1939 in Hamburg) ist ein deutscher Designer und Maler.

## Leben und Werk

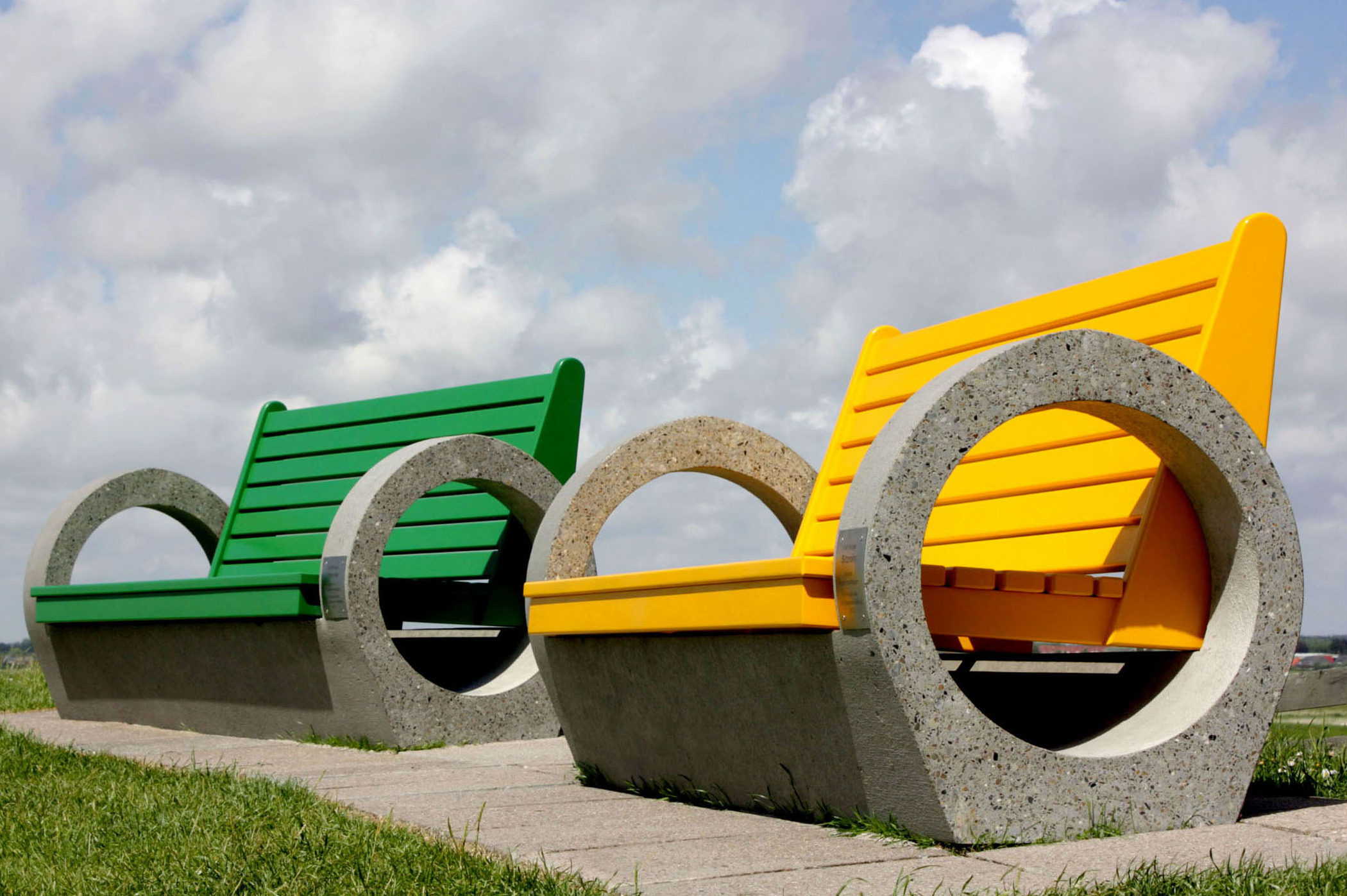
Sitzbänke aus Abflussrohren,
Husum kunstumschlungen 2013

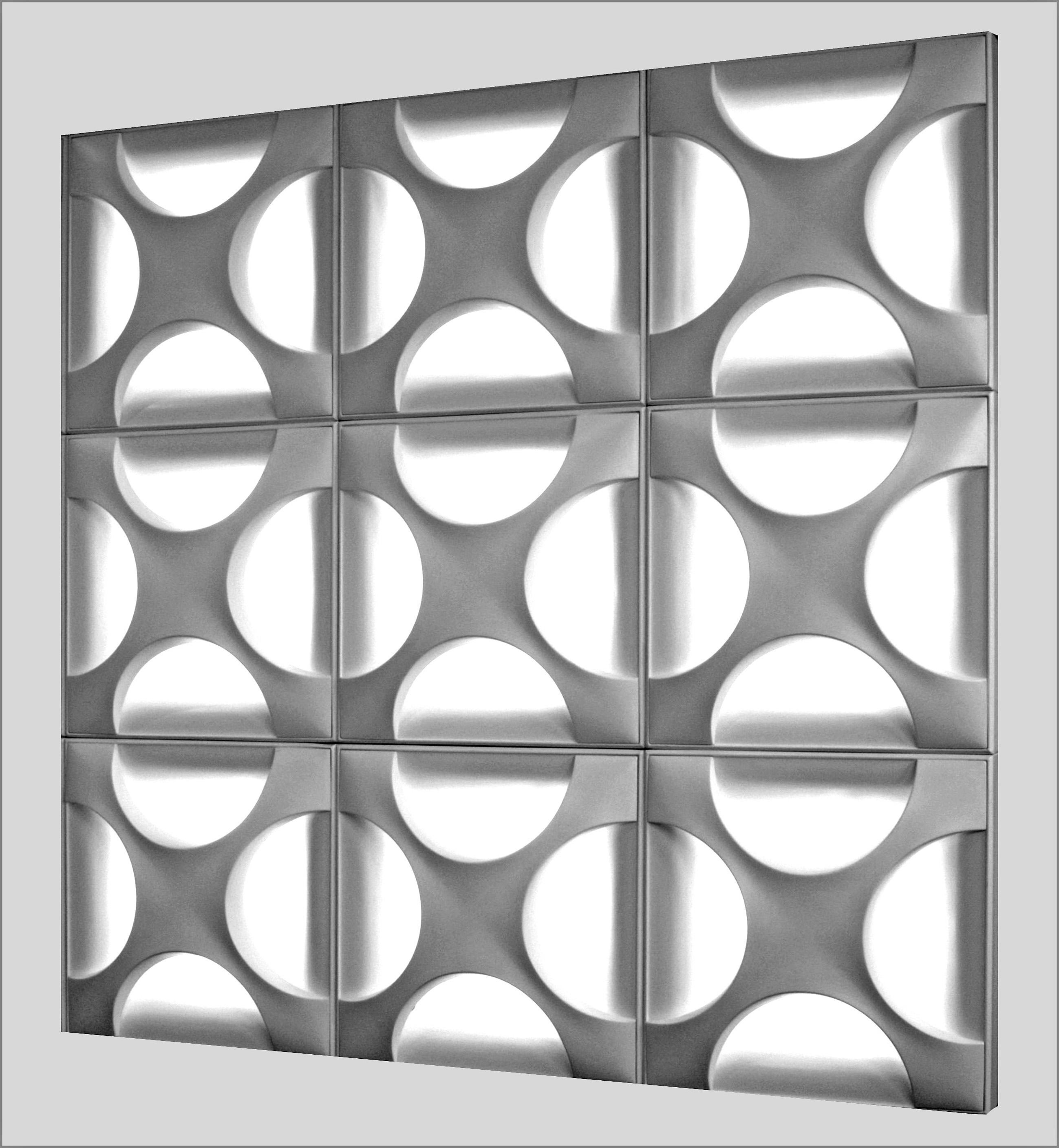
Wandleuchten „Kreuzaustern“
(iF Design Award 1968)

Wandleuchten in Stahlblech
(Bundespreis Gute Form 1972)

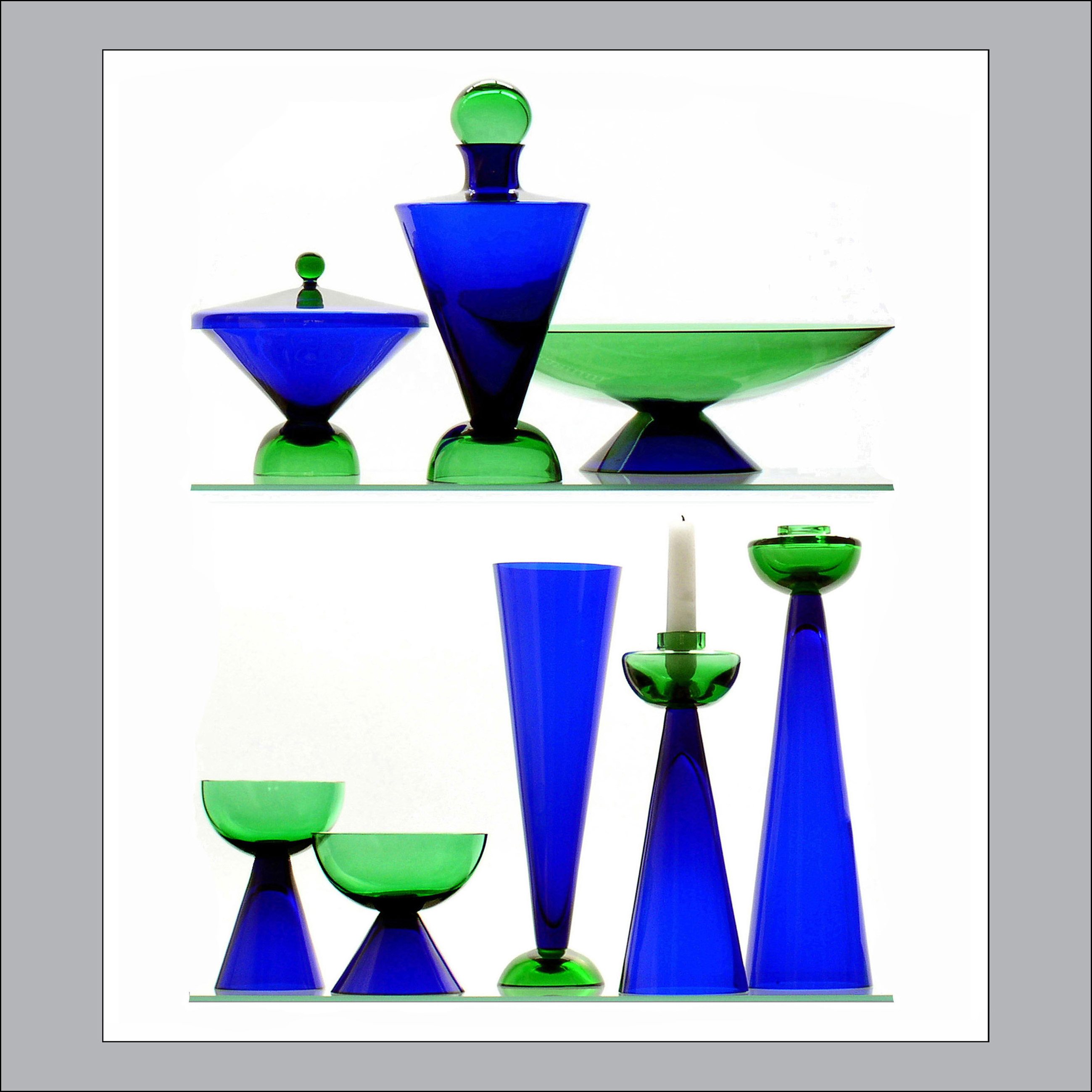
Mundgeblasenes Farbglas
(Design Innovationen NRW 1991)

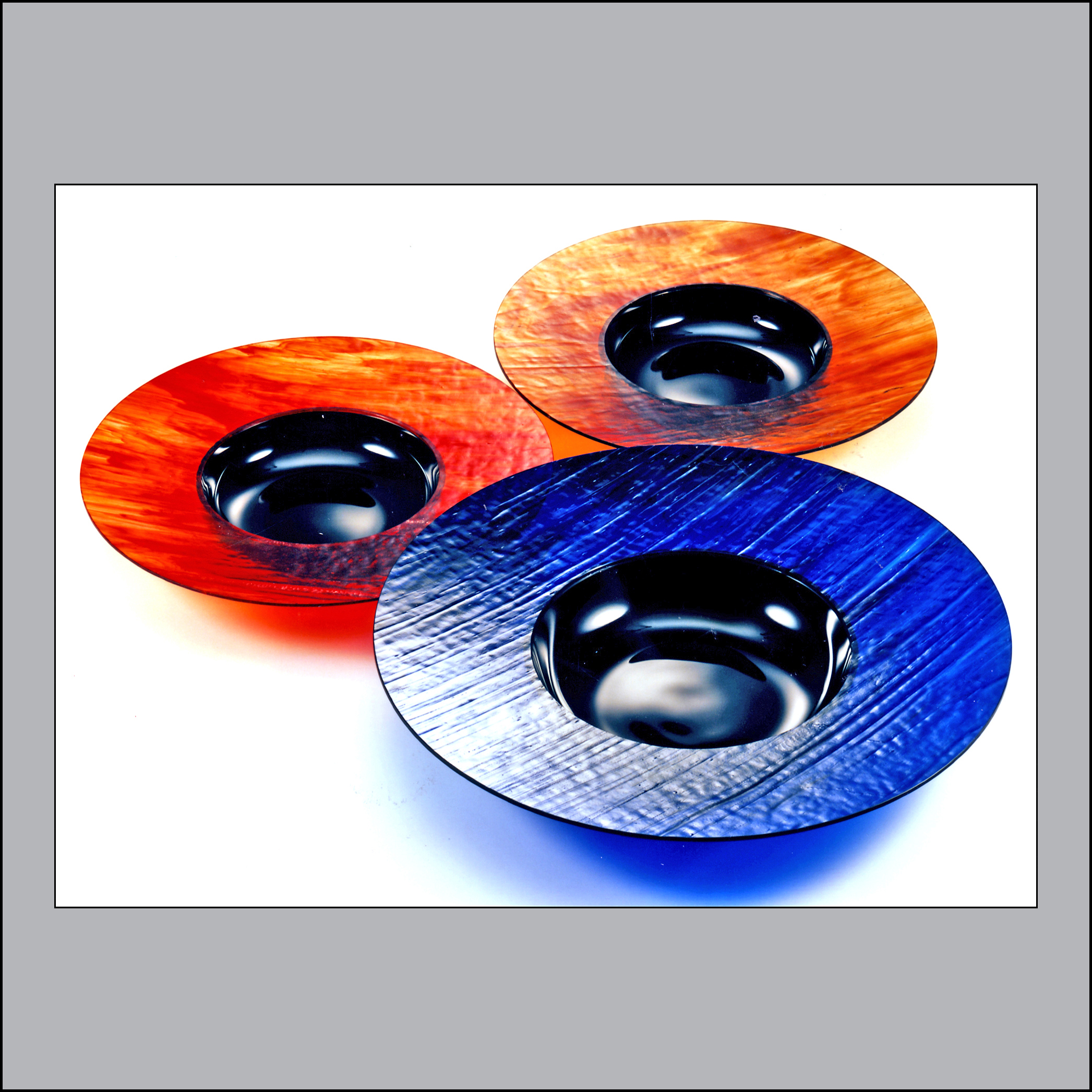
Flachglasschalen in Farbglas
Durchmesser 30–40 cm

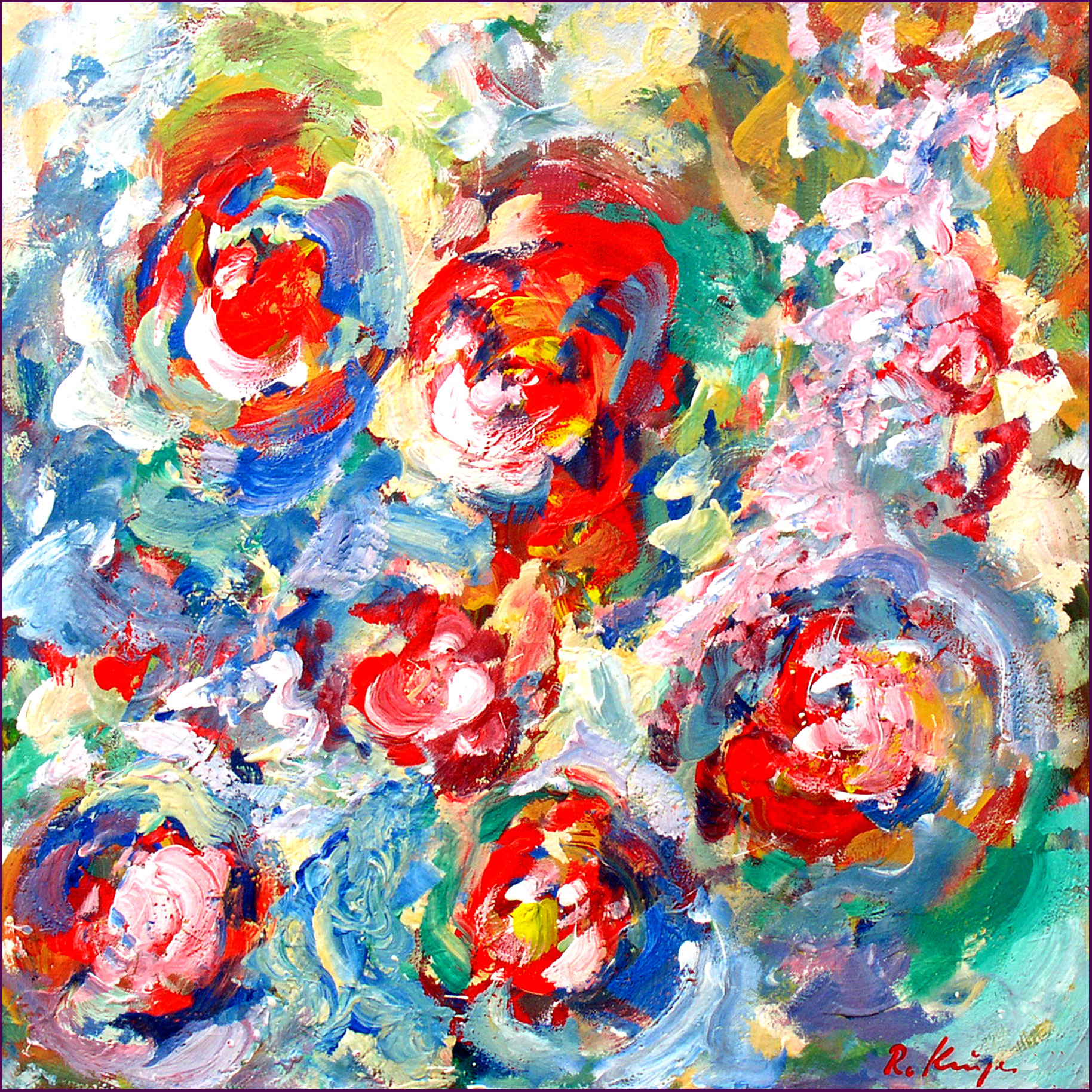
Blütenzauber 100 cm × 100 cm
Acrylbild 1995

Rolf Krüger wuchs in Husum auf und studierte zunächst bis 1960 angewandte Kunst an der Heinrich-Zernack-Schule in Berlin. Es folgten Studien in Produktdesign, Malerei, Fotografie und Gebrauchsgrafik an der Berliner Meisterschule für das Kunsthandwerk, die 1964 in Staatliche Werkkunstschule umbenannt wurde und wo er das WKS-Design-Diplom erwarb.
Seit 1964 gestaltete er Produkte in Metall, Glas und Beton und arbeitete ab 1983 freiberuflich. Die Schwerpunkte seiner Tätigkeit waren Beleuchtungsdesign für Staff (heute Zumtobel), die Wiesenthalhütte in Schwäbisch Gmünd, Neuhaus, BPS und Goebel sowie das Design von Konsumgütern für Frieling. Für die Schott-Zwiesel-Glaswerke (Studio Christinenhütte) bestand eine mehrjährige Designberatung und Produktgestaltung, zudem vertrat er die Schott-Glaswerke auf der internationalen Ausstellung des Verbandes Deutscher Industriedesigner (VDID) „Designed in Germany“ 1990/91 mit seiner ausgezeichneten zehnteiligen Glasserie „Geometria“, die sich heute im Landesmuseum Schleswig-Holstein befindet. Zur gleichen Zeit wurden im japanischen Design Journal Nummer 44 deutsche Designer mit ihren Produkten vorgestellt, so auch Krüger mit weiteren geblasenen Schott-Glasserien. Mehrfach ausgezeichnet wurde zum Beispiel seine 1968 für Staff gestaltete Wandleuchte „Cross Oyster“ (bekannt auch als „Kreuzauster“), die unter anderem im Schloss von Königin Margrethe von Dänemark oder 1970 im Ausstellungsstand von Mercedes-Benz beim Genfer Auto-Salon installiert wurde.
Krüger setzte vielfach Glas für Lichtobjekte (Stadtpfarrkirche St. Nikolaus in Zwiesel, Stadtpfarrkirche Heilige Familie in Bad Griesbach im Rottal, Landratsamt Deggendorf) in Verbindung mit energiesparender Lichttechnik ein, darunter Re-Editionen wie die Wandleuchte „Cross Oyster“. Ferner gestaltete Krüger für die Arnsberger Ausstellung „150 Jahre Christuskirche“ 14 großformatige Bild- und Texttafeln mit vielen zu ergänzenden Detailaufnahmen des Kirchenbaus. 2015 wurde in der Neheimer Kirche St. Franziskus ein von Krüger mitgestalteter neuer Kreuzweg eingeweiht.
Weitere Entwürfe waren Bänke aus Abflussrohren für das Projekt „Husum kunstumschlungen“ der Ede-Sörensen-Stiftung. Die Bänke, die anlässlich des Arnsberger Kunstsommers 2008 den ersten Preis gewannen, zieren heute den nordfriesischen Nordseedeich.
Für seine Werke erhielt Krüger über 30 Preise und Auszeichnungen, darunter mehrere iF Design Awards. Seine Werke sind in fünf deutschen Museen vertreten. Darunter ist seit 2024 auch das Sauerland-Museum in Arnsberg. Er war Mitbegründer des Designforums Arnsberg, das 2005 von der Stadt Arnsberg öffentlich vorgestellt wurde. Seit einigen Jahren befasst er sich wieder intensiv mit der Malerei. Zuvor hatte er über die Katholische Familienbildungsstätte Malkurse für Kinder und Erwachsene durchgeführt sowie über die Stadt Arnsberg Kunstunterricht an drei Grundschulen. Für die Stadt Arnsberg entwarf er das Logo „Moosfelde Stadtteil im Grünen“.
Krüger lebt in Arnsberg und Husum; er ist verheiratet und hat zwei Söhne.

## Auszeichnungen (Auswahl)
- 1968: Rosenthal Studio Preis (Bundesverband der Deutschen Industrie)[3][23]
- iF Design Award: unter anderem 1968 für Wandleuchte „Cross Oyster“[9] und 1969 für Staff Pendelleuchte 5480[24]
- 1972: 1972 Bundespreis Gute Form (Fa. Heinz Neuhaus)[8]
- 1990: Preis Design Innovation des Design Zentrums Nordrhein-Westfalen für Gläser der Serie Geometria[5]
- 1991: Design Plus Award (Frankfurter Messe Ambiente) für die Zierflaschen „Charleston“[4][5]
- 1992: Design Plus Award (Frankfurter Messe Ambiente) für „Una"-Schalen“[5]

## Werke in Sammlungen
- Dauerausstellung Kunst + Design im 20. Jahrhundert. Landesmuseum Schleswig-Holstein, Schloss Gottorf[5][7]
- Glasmuseum Hentrich im Museum Kunstpalast Düsseldorf[4][25]
- Designmuseum Die Neue Sammlung München[6]
- Kunstgewerbemuseum Berlin[26]
- Sauerland-Museum Arnsberg[17]

## Ausstellungen (Auswahl)
- 1990/91: Designed in Germany. Internationale VDID-Ausstellung in Tokio, Los Angeles, New York, Montreal, Boston
- 1990: Sonderschau Form 90, Frankfurter Messe Ambiente: Geometria[5]
- 1993: Sauerland-Museum: Fläche-Form-Produkt (Karl Heinz Hosse, Bilder – Uwe Pülz, Skulpturen – Rolf Krüger, Design)[27]
- 1995: Glasdesign und ausdrucksstarke Bilder. Rathaus Arnsberg[28]
- 2022: Licht und Glas. Produktdesign von Rolf Krüger. Sonderausstellung Nordfriesland Museum. Nissenhaus Husum.[2]

## Kunstmarkt
Leuchtenobjekte von Krüger werden auf dem Kunstmarkt hoch gehandelt. 2016 erzielte ein 6er-Set „Cross-Oyster“-Wandleuchte (bekannt auch als „Kreuzauster“, designt 1968 für Staff) auf einer Auktion im Dorotheum im Jahr 2016 den Preis von 5000 Euro. Über 1stdibs wurde eine „Cross-Oyster“-Lichtskulptur zum Preis von 13.500 Euro angeboten.